# Sīāḩūmeh
Sīāḩūmeh (persiska: سياحومِه, سیاحومه) är en ort i Iran.   Den ligger i provinsen Kurdistan, i den nordvästra delen av landet, 500 km väster om huvudstaden Teheran. Sīāḩūmeh ligger 1 465 meter över havet och antalet invånare är 623.
Terrängen runt Sīāḩūmeh är kuperad.Runt Sīāḩūmeh är det ganska tätbefolkat, med 93 invånare per kvadratkilometer. Närmaste större samhälle är Bāneh, 19,5 km öster om Sīāḩūmeh. Trakten runt Sīāḩūmeh består till största delen av jordbruksmark.